# Акур (Хабаровский край)
Аку́р — посёлок сельского типа в Ванинском районе Хабаровского края. Входит в состав Тулучинского сельского поселения.

## Население
| 2002 | 2010 | 2011 | 2012 | 2021 |
| ---- | ---- | ---- | ---- | ---- |
| 47   | ↘26  | →26  | ↘23  | ↘20  |